# محمد باشا المحمد
 محمد باشا المحمد  (المرعبي) (بالتركية الحديثة: Mohammad Al-Mohammad Pasha ويعرف أيضًا باسم محمد بك المحمد (بالتركية الحديثة: Mohamed Bey el Muhammed) هو المتعارف عليه في السجلات العثمانية «عثمان باشا زاده محمد باشا المحمد» لقبه «الأمير العاقل» (Prince of the Wise)، اعدم والده على يد إبراهيم محمد علي باشا الابن الأكبر لوالي مصر محمد علي باشا في بركة الملاحة، وهو في بطن امه السيدة حنيفة الذوقي فعاش يتيما، من فرع آل عثمان باشا الشديد المرعبي الذين تولوا حكم القيطع وتوارثوها، تمكن بحكمته ومقدراته السياسية وعلمه من الوصول إلى أرفع المناصب الإدارية في ولاية طرابلس الشام كما حاز ثقة السلطان عبد الحميد الثاني وتقدير السلطنة العثمانية

## حياته ونشأته
هو محمد بك المحمد بن إبراهيم، قتل والده خلال الحملة المصرية على بلاد الشام بقيادة إبراهيم محمد علي باشا الذي طلب من والده اعلان مبايعته للحملة المصرية والتخلي عن السلطنة العثمانية فرفض، فاصدر إبراهيم محمد علي باشا قرارا بشنقه بسوق الدباغة في مدينة طرابلس عام 1834 م، ودفن في المدرسة المملوكية، التي تحول اسمها فيما بعد إلى مدرسة الشهداء، فهاجرت والدته إلى تركيا هرباً من الاعتقال، وهناك تلقى تعليمه الشرعي والآداب على يد علمائها ومشايخها المشاهير، لذلك نشأ على حب العلم والمعرفة وبرزت مواهبه في تلقي العلوم ونبوغه منذ صغره، ولما شب بعد خروج المصريين من لبنان عاد محمد بك المحمد إلى أهله في برقايل مزوداً بمعين من العلم والادب والخلق، وسرعان ما أعيدت له مكانته بصفته الوريث الوحيد لأملاك والده الشهيد محمد بك ابراهيم، وقد سمته والدته على اسم والده تيمناً. ومن برقايل مركز حكم آل عثمان باشا بدأ محمد بك يعمل على ترسيخ سلطته وابراز قوة زعامته من خلال فرض نفوذه على أبناء عمه أولاً ثم على بقية أتباعه متسلحاً بمقدرة مميزة على إدارة الامور مؤيداً بأقربائه وأبناء عمه، وفي مرحلة ما بعد خروج المصريين مباشرة كانت الاجواء ملائمة لبروز زعامة في الشاب الطموح، فهو وريث بيت الزعامة في القيطع وبالتالي تمكن من الحصول على تأييد وثقة معظم أركان عائلة عثمان باشا، تزوج محمد باشا المحمد من إحدى بنات عمه السيدة فاطمة بنت عثمان بك بن محمد بك الاسعد ورزق منها بثلاثة أبناء وبنتين وهم علي باشا المحمد عمر باشا المحمد عبد الرزاق بك المحمد الذي توفى بحياة والده عام 1890م والسيدة خديجة محمد باشا وحنيفة محمد باشا التي توفيت بحياة والدها

## المدرسة الحميدية

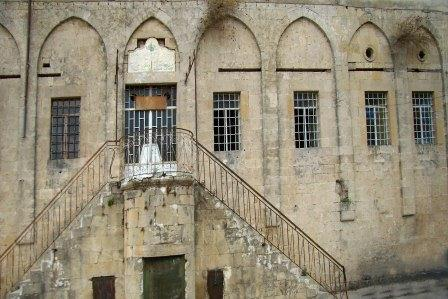
المدرسة الحميدية في قرية مشحة التي بناها محمد باشا المحمد على نفقته الخاصة واوقف لها الأراضي والبيوت

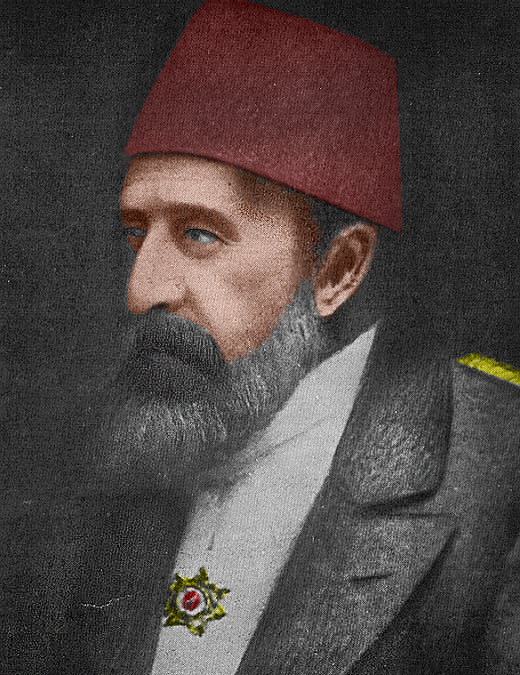
منح السلطان عبد الحميد الثاني السلطان عبد الحميد الثاني محمد باشا المحمد ميداليتين من الذهب والفضة كما قلده رتبة ميرميران بعد تبرعه باقامة المدرسة الحميدية في مشحة 1891م.

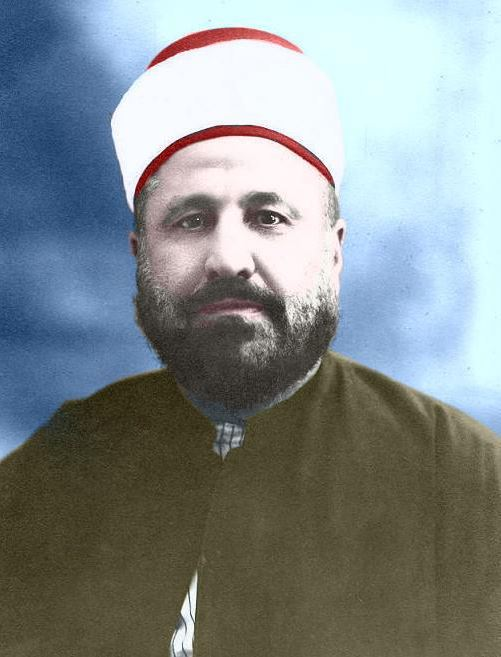
كان الشيخ محمد رشيد رضا يستشهد بماثر محمد باشا المحمد في خطبه التي نشرت في جريدة المنار

تزامن تاسيس محمد باشا المحمد للمدرسة الحميدية في مشحة في شهر محرم 1310م الموافق لشهر تموز 1892م، مع قرار السلطان عبد الحميد بتاسيس مدرسة العشائر في إسطنبول، في تلك الفترة بنى محمد باشا العديد من المساجد في مختلف قرى وبلدات عكار وأوقف لها الاوقاف الواسعة كما فعل مع المدرسة الحميدية
نظم العديد من الشعراء ابيات في محمد باشا المحمد تكريما لمبادرته بإنشاء مكتبة ومدرسة في قرية مشحة بمحافظة عكار تعزيزاً لنشر العلم والتربية، كما دُوّنت على لوحة معلقة على مدخل المدرسة الحميدية ابيات من الشعر بخط كوفي وصيغت عباراتها بأدب رفيع وأبيات للأديب «عبد الغني بارودي»:
سنة 1311 هـ
كما نظم الشيخ محمد كامل بن الشيخ عبد الغني الرافعي شعرا يمدح به محمد باشا المحمد

## حياته الاسرية

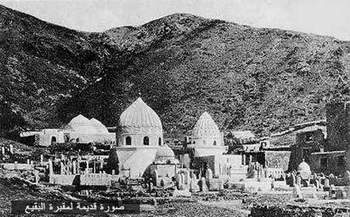
دفن محمد باشا المحمد في مقبرة البقيع بشهر حزيران من عام 1900 م بعد ادائه الحج فريضة الحج ، ثم توفيت زوجته السيدة فاطمة بنت عثمان بك الاسعد خلال عودة القافلة من الحج

هناك اشاعة رائجة ان محمد باشا المحمد تزوج مرتين في حياته وهذا غير صحيح بالمطلق، لقد اقترن محمد باشا المحمد منذ مطلع شبابه بالسيدة فاطمة بنت عثمان بك الاسعد وهو كتخدا علي باشا الاسعد حاكم طرابلس الشام سابقا وانجب منها ثلاثة أبناء وبنتين وهم علي باشا المحمد عمر باشا المحمد عبد الرزاق بك المحمد حنيفة محمد باشا خديجة محمد باشا
1 علي باشا المحمد مولود عام 1853م توفي عام 1921م علي باشا المحمد متزوج من زوجتين الأولى السيدة عائشة بنت صالح الاحمد وانجب منها ولدين ذكور واربعة نساء وهم
الابن الأول
1 محمود بك العلي الذي تزوج من السيدة نزهة محمد حسن هزيم من قرية حرار وانجبت كاملة وخديجة والدكتور احمد محمود بك العلي ثم تزوج من زكية بنت عمر باشا المحمد وانجب منها سبعة اولاد وهم
- حسن محمود العلي
- عثمان محمود العلي تزوج من سهيلة محمود بك عبد القادر وانجب منها السيدة خالدية
- محمد محمود العلي تزوج من نعمت عبود عبد الرزاق وانجب منها رياض وماهر وعمر
- ناصر محمود العلي
- ربيحة محمود العلي تزوجت من سعد الله إبراهيم المصطفى وانجب منها تركية وشرقية ورضوى ومحمد وسكينة
- يسر محمود العلي
- يمن محمود العلي تزوجت من خالد عبد القادر وانجب منها خلدون وطلال وعزة وليلى وهزار

الابن الثاني
2 عبد الكريم بك العلي تزوج من ذرية حسن العلي رعد وانجب منها
فاطمة عزة عبد الكريم العلي التي تزوجة من حسن محمود العلي وانجب منها طروب ودنيا وكفاح ثم تزوجت من شقيقه محمد محمود العلي وانجبت منه دينا وكريم وطلال
علي عبد الكريم العلي تزوج من السيدة ثريا جزار سعد الدين رعد وانجب منها عبد الكريم وقمر ريما هويدا زينة رولا
محمد عبد الكريم العلي تزوج من السيدة بوران عيتاني وانجب منها رغدا ورنا وزاهر
الابن الثالث
3 خالد بك العلي
واربع بنات وهم
1. كردية علي باشا المحمد
2. تركية علي باشا المحمد
3. فاطمة علي باشا المحمد، تزوجت من اسعد بك ابن عمر باشا وانجب منها ثلاثة اولاد عمر بك الاسعد ومحمد بك الاسعد واسعد بك الاسعد وبعد وفاة زوجها عام 1934م تزوجت من رفعت بك عبد الله شديد وانجب منها

علي بك رفعت بك عبد الله شديد
السيدة رفعة رفعت بك عبد الله شديد
دعد رفعت بك عبد الله شديد زوجة احمد اليمق وانجب منها ناصر اليمق ونبيل يمق
نهى العبد الله رفعت بك عبد الله شديد
هدى رفعت بك عبد الله شديد
4 الهام تزوجت من عبود عبد الرزاق بك المحمد وانجبت محمد العبود
2 عمر باشا المحمد مولود عام 1855م توفي عام 1911م تزوج عمر باشا المحمد من أربعة نساء
الزوجة الأولى: مريم بنت حسين بك المحمد من برقايل انجب منها محمد بك العمر عام 1902م الذي تزوج من فاطمة بنت حسين بك المحمد وانجب منها علي بك العمر والسيدة يمن ونجوى محمد العمر
الزوجة الثانية: حنيفة ابنة احمد سلطان من طرابلس توفيت بحياته وانجب منها اسعد بك وزكية، تزوج اسعد من عربية عبد الرزاق المحمد ولم ينجب منها اولاد، ثم تزوج من فاطمة بنت علي باشا المحمد وانجب منها عمر بك الاسعد ومحمد بك الاسعد واسعد بك الاسعد
الزوجة الثالثة: حليمة بنت شديد بك الأسعد حفيدة علي باشا الاسعد وهي من بزبينا لم ينجب منها اولاد
الزوجة الرابعة: ألوف بنت عبد القادر بك شديد رعد من الضنية لم ينجب منها اولاد
3 عبد الرزاق بك المحمد مولود عام 1857م توفي عام 1890م تزوج عبد الرزاق بك المحمد من ابنة عمه السيدة عائشة بنت احمد بك الاسعد من قرية عيون الغزلان وانجب منها
عبود عبد الرزاق المحمد المولود عام 1880 م، تزوج عبود عبد الرزاق من ثلاثة نساء، الأولى الهام بنت علي باشا المحمد وانجب منها الوزير محمد عبود عبد الرزاق ثم تزوج من رنكي صفا سلطان وانجب منها نعمت عبود عبد الرزاق، ثم تزوج من يمن الاسعد وانجب منها محمد الثاني عبود عبد الرزاق وعربية عبود عبد الرزاق، زينة عبود عبد الرزاق
عربية عبد الرزاق المحمد المولودة عام 1882 م تزوجت من اسعد بك ابن عمر باشا المحمد ولم ينجب منها اولاد
4 حنيفة محمد باشا مولودة عام 1859م
5 خديجة محمد باشا مولودة عام 1860م

## اصل عائلته
وجاء في تاريخ آل الاسعد المراعبة الذي الفه عبد القادر الحسيني الادهمي بناء على امر محمد باشا المحمد، ان مرعب من «بيكات الاكراد» قدم عكار اواخر القرن السابع عشر ومعه فريق من عشيرته واقاربه، ونصب مضاربه في قرية الشيخ جابر في سواحل عكار » (زخور8).

## وفاة الأمير العاقل

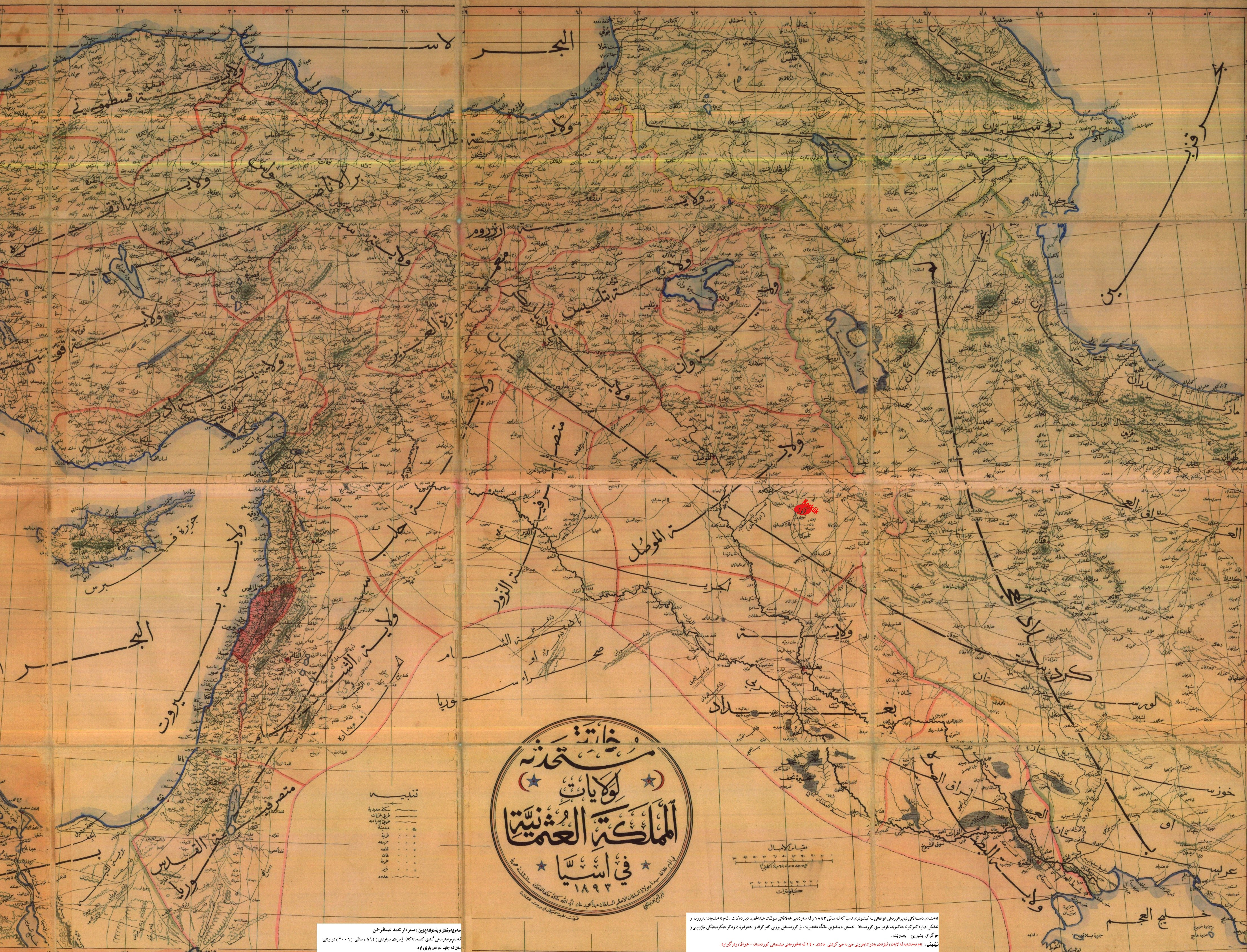
خريطة لولايات بلاد الشام والعراق العثمانية أواخر القرن التاسع عشر.

في شهر صفر 1318 للهجرة، الموافق لشهر (حزيران) 1900م.توفي محمد باشا المحمد في المدينة المنورة خلال ادائه الحج مع زوجته السيدة فاطمة بنت عثمان كتخذا علي باشا الاسعد ودفن في مقبرة البقيع، يروي أن زوجته توفيت بعده خلال عودتها من الحج بعد دفنه، بعدها تصدى ابنه عمر باشا المحمد الزعامة في عكار حتى وقاته عام 1911 م عقب وفاته نعاه الشيخ محمد رشيد رضا صاحب مجلة المنار، نعت إلينا أخبار الحجاز رجل الشهامة والفضل والسخاء والنبل، كبير أمراء عكار: محمد باشا المحمد، المعدود من أفراد الرجال في طرابلس الشام في السياسة والرياسة وعمل البر والإحسان، وأكبر مآثره المدرسة الإسلامية التي أنشأها في قرية مشحة، وصدرت الإرادة السلطانية بأن تسمى المدرسة الحميدية، وأهداها السلطان الأعظم مكتبة نفيسة أرسلها بخزاناتها من دار السعادة، وأنعم على المتوفى يومئذ برتبة ميرميران، وبالمداليا الذهبية والفضية وكان واسع الاطلاع في التاريخ والأدب حتى كان يمتاز على مجالسيه في كل نادٍ وسامر، وينفرد عن كل من نعرف بالإحاطة بأحوال قبائل العرب لهذا العهد. توفاه الله في المدينة المنورة بعد أداء فريضة الحج وزيارة النبي صلى الله عليه وسلم، فنعزي أنجاله الكرام وأسرته وسائر أهل الفضل به.

## شجرة العائلة
{{{حنيفة عمر الذوق}}}{{{محمد بك ابراهيم}}}

{{{فاطمة عثمان بك الاسعد}}}{{{محمد باشا المحمد}}}

{{{علي باشا المحمد}}}{{{عمر باشا المحمد}}}{{{عبد الرزاق بك المحمد}}}{{{خديجة محمد باشا}}}{{{حنيفة محمد باشا}}}

{{{محمود بك العلي}}}{{{عبد الكريم العلي}}}{{{حالد بك العلي}}}{{{اسعد بك العمر}}}{{{محمد بك العمر}}}{{{عبود بك عبد الرزاق}}}

1. ↑  سالنامة ولاية بيروت صفحة 205 عام 1318 هجري
2. ↑  المجمع الاثري التاسع | بلدية طرابلس نسخة محفوظة 10 أكتوبر 2016 على موقع واي باك مشين.
3. ↑  لبنان التنمية : آفاق و تحديات : أبعاد تنموية و رؤية إنسانية
4. ↑  أعمال السلطان عبد الحميد الثاني في مجال التعليم | ترك برس نسخة محفوظة 18 يونيو 2018 على موقع واي باك مشين.
5. ↑  المدرسة الحميدية العثمانية… أزهر الشمال اللبناني الذي يطلب الترميم | الديار نسخة محفوظة 24 سبتمبر 2016 على موقع واي باك مشين.
6. ↑  ARRakib Newspaper نسخة محفوظة 09 أكتوبر 2016 على موقع واي باك مشين.
7. ↑  محمد كامل الرافعي كان كاتب عدل في مدينة طرابلس وتوفي حزينا على ابنه الوحيد رشيد عام 1918 م
8. ↑  تراجم علماء طرابلس وأدبائها عبد الله حبيب نوفل نسخة محفوظة 17 ديسمبر 2019 على موقع واي باك مشين.
9. ↑  ابن عم عمر باشا المحمد ومن كبار الملاك في عكار وسوريا
10. ↑  محامي من مدينة طرابلس
11. ↑  شديد بك الأسعد هو الإبن الرابع لأسعد بن شديد الناصر المرعبي تولى منصب وكيل متسلم طرابلس واللاذقية
12. ↑  من كبار ملاك الضنية
13. ↑  الدور التشريعي الثاني-2-العقد العادي الثاني-محضر الجلسة الخامسة عشرة-1931 نسخة محفوظة 17 ديسمبر 2019 على موقع واي باك مشين.
14. ↑  "القنطاري". مؤرشف من الأصل في 2019-12-16.
15. ↑  الصفحة 11 (8-1- 1996) | الديار نسخة محفوظة 2 يونيو 2020 على موقع واي باك مشين.
16. ↑  الصفحة 8 (8-1- 1996) | الديار نسخة محفوظة 09 أكتوبر 2016 على موقع واي باك مشين.
17. ↑  الموسوعة الشاملة - مجلة المنار نسخة محفوظة 09 أكتوبر 2016 على موقع واي باك مشين.
18. ↑  من مدينة طرابلس
19. ↑  اعدم في بركة الملاحة 1832
20. ↑  من قرية عيات حفيدة محمد بك والي طرابلس
21. ↑  قائم مقام عكار في عهد السلطنة العثمانية
22. ↑  عضو مجلس ادارة متصرفية طرابلس الشام
23. ↑  توفي بحياة والده
24. ↑  والد علي عبد الكريم النائب في البرلمان اللبناني
25. ↑  عضو في البرلمان اللبناني